# 다게스탄 공화국

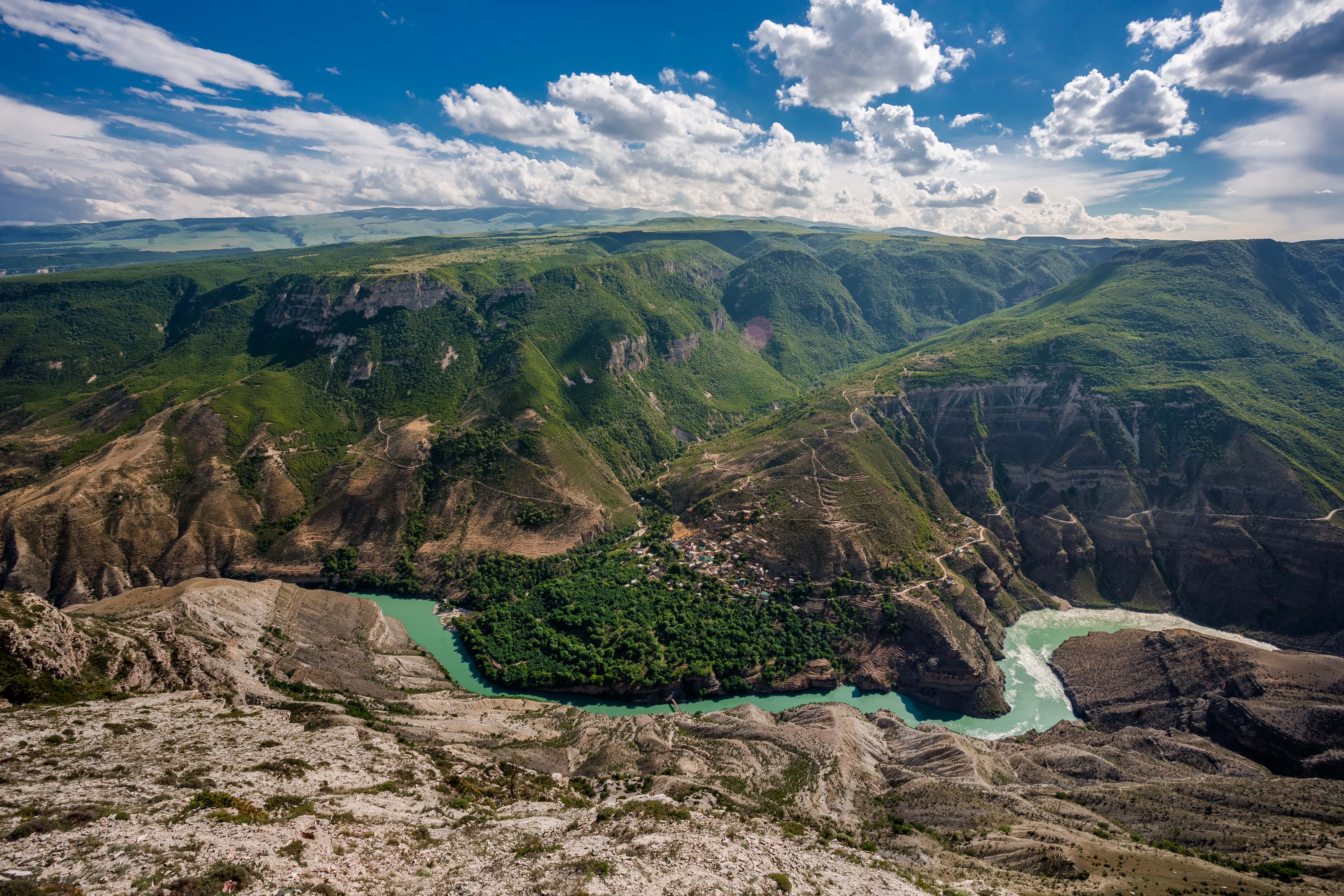
술락 협곡은 세계에서 가장 깊은 협곡 중 하나다.

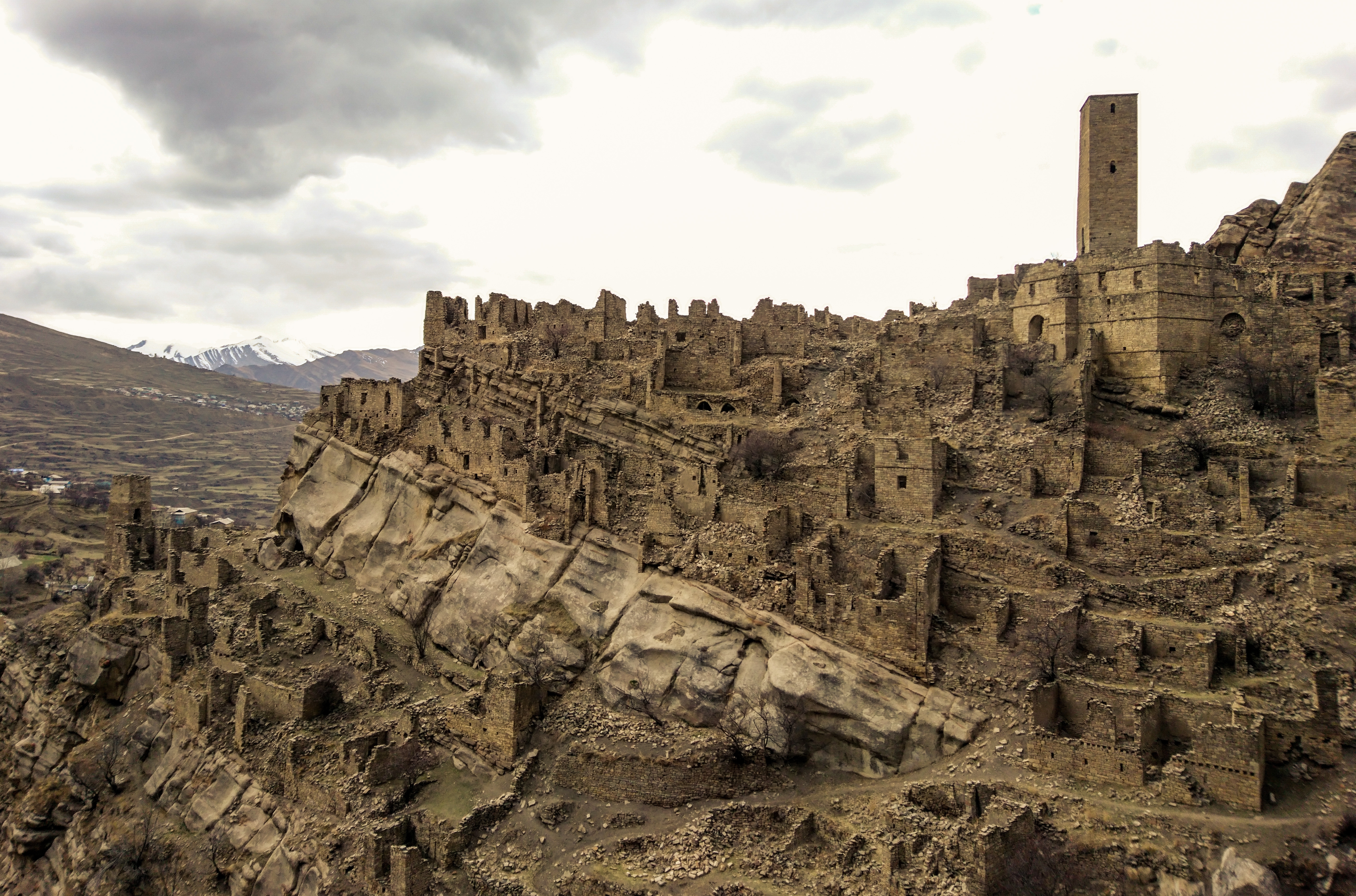
다게스탄에 버려진 많은 버려진 아울 중 하나인 카히브

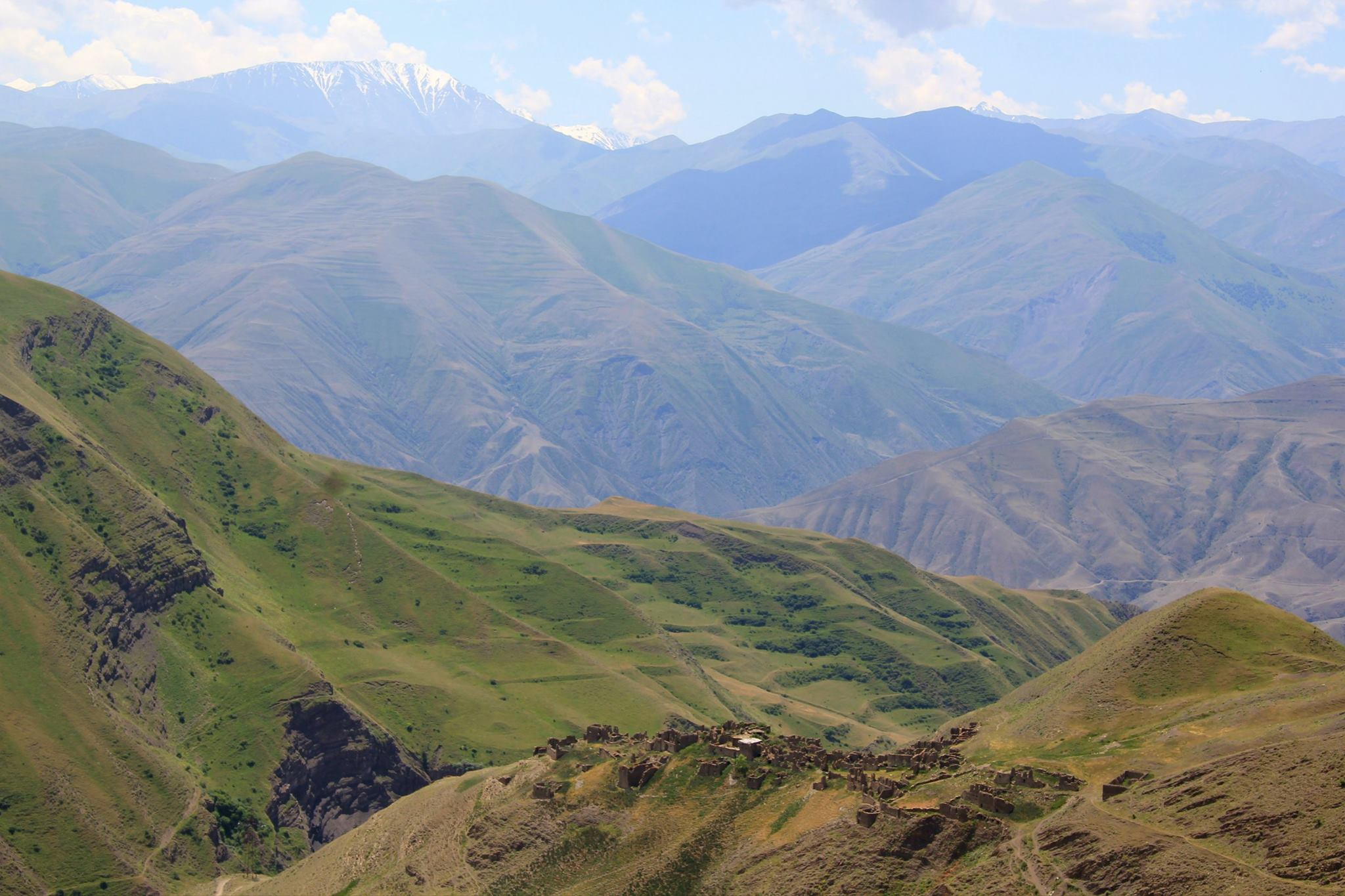
버려진 레즈긴 그라르 마을

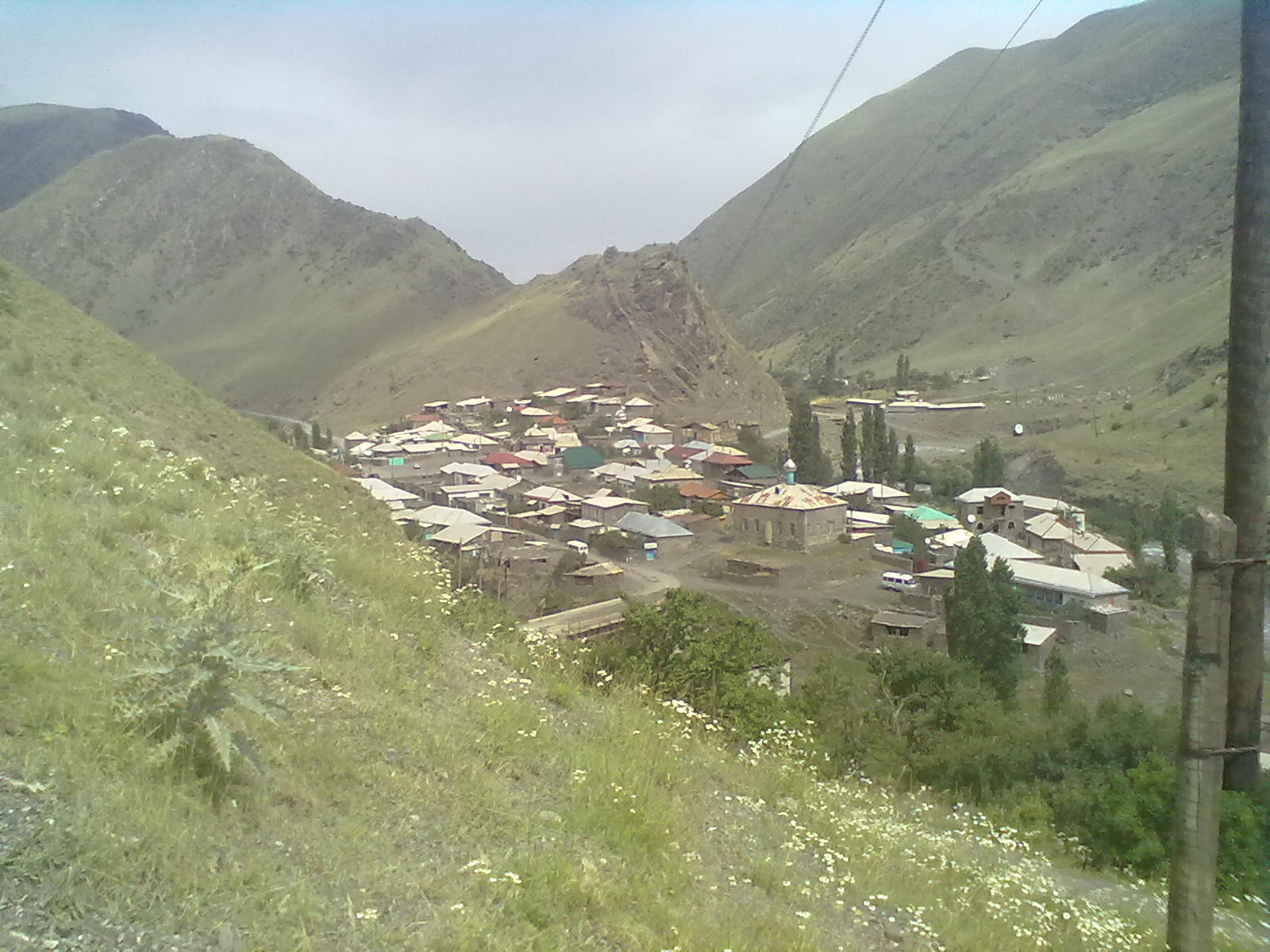
루툴인 마을 루체크

다게스탄(/ˌdæɡɪˈstæn, -ˈstɑːn/, 러시아어: Дагестан; IPA: [dəɡʲɪˈstan]), 공식적으로 다게스탄 공화국은 동유럽의 북캅카스, 카스피해에 위치한 러시아의 공화국이다. 볼쇼이캅카스산맥 북쪽에 위치하고 북캅카스 연방관구의 일부다. 이 공화국은 러시아의 최남단에 위치하며 남쪽과 남서쪽으로 아제르바이잔과 조지아, 서쪽과 북쪽으로는 러시아의 체첸과 칼미키야, 북서쪽으로 스타브로폴 변경주와 국경을 접한다. 마하치칼라는 이 공화국의 수도이자 러시아의 가장 큰 도시다. 다른 주요 도시로는 더반트, 키즐랴르, 이즈베르바시, 카스피스크 및 부이낙스크가 있다.
다게스탄의 면적은 50,300 제곱킬로미터 (19,400 제곱마일)이며 인구는 310만 명이 넘는다. 30개 이상의 민족과 81개의 국적으로 구성되어 있다. 14개의 공식 언어와 12개의 민족이 각각 총 인구의 1% 이상을 구성하는 이 공화국은 러시아에서 가장 언어적, 민족적으로 다양한 국가 중 하나이며, 세계에서 가장 이질성이 심한 행정 구역 중 하나다. 대부분의 주민들은 북동백인어 또는 튀르크어 중 하나를 사용한다. 그러나 러시아어가 공화국의 주요 언어이자 링구아 프랑카이다.

## 지명학
다게스탄이라는 단어는 터키어와 페르시아어에서 유래되었으며, "산의 땅"으로 직접 번역된다. 터키어 dağ는 "산"을 의미하고 페르시아어 접미사 스탄은 "땅"을 의미한다.
다게스탄의 일부 지역은 여러 시기에 레키아, 아바리아, 타르키로 알려졌다.
1860년에서 1920년 사이에 다게스탄은 다게스탄주로 불렸는데, 이는 현재 공화국의 남동부에 해당한다. 현재의 국경은 1921년 다게스탄 자치 소비에트 사회주의 공화국이 수립되면서 만들어졌으며, 산악 지역은 아니지만 카스피해 저지대의 남쪽 끝에 있는 테레크 해안 지역을 포함하는 테레크주의 동부 지역을 통합하면서 만들어졌다.

### 공식 언어의 이름
- 러시아어 – Республика Дагестан (Respublika Dagestan)
- 아바르어 – Дагъистан Республика (Daġistan Respublika)
- 다르긴어 – Дагъистан Республика (Daġistan Respublika)
- 쿠미크어 – Дагъыстан Жумгьурият (Республика) (Dağıstan Cumhuriyat / Respublika)
- 레즈긴어 – Республика Дагъустан (Respublika Daġustan)
- 라크어 – Дагъусттаннал Республика (Daġusttannal Respublika)
- 타바사란어 – Дагъустан Республика (Daġustan Respublika)
- 루툴어 – Республика Дагъустан (Respublika Daġustan)
- 아굴어 – Республика Дагъустан (Respublika Daġustan)
- 차후르어 – Республика Дагъустан (Respublika Daġustan)
- 노가이어 – Дагыстан Республикасы (Dağıstan Respublikası)
- 체첸어 – Дегӏестан Республика (Deġestan Respublika)
- 아제르바이잔어 – Дағыстан Республикасы (Dağıstan Respublikası)
- 타트어 – Республикей Догъисту (Respublikei Doġistu)

## 지리
- 북캅카스 연방관구의 공화국: 카라차예보체르케시야, 카바르디노발카리야, 북오세티야-알라니야, 인구셰티야, 체첸 및 다게스탄
- 북쪽과 서쪽: 남부 연방관구

공화국은 북캅카스 산맥에 위치한다. 러시아의 최남단이며 동쪽으로는 카스피해와 접한다.
- 면적: 50,300 제곱킬로미터 (19,400 mi2)
- 국경:
  - 내부: 칼미키야 공화국(N), 체첸 공화국(W), 스타브로폴 변경주(NW)
  - 국제: 아제르바이잔(발라칸구, 하흐마스구, 오구스구, 카발라구, 카흐구, 쿠사르구, 샤키구, 자카타라구)(S), 조지아(카헤티)(SW)
  - 물: 카스피해(E)
- 가장 높은 지점: 바자르뒤쥐산/바자르듀쥬: 4,446 미터 (14,587 ft)
- 최대 남북 거리: 400 킬로미터 (250 mi)
- 최대 동서 거리: 200 킬로미터 (120 mi)

### 강
공화국에는 1,800개가 넘는 강이 있다. 주요 강은 다음과 같다.
- 술락강
- 사무르강
- 테레크강
- 아바르 코이수
- 안디 코이수
- 카지쿠무크 코이수

### 호수
다게스탄은 세계에서 가장 큰 호수인 카스피해에 약 405 킬로미터 (252 mi)의 해안선을 가지고 있다.

### 산
다게스탄의 대부분은 산악 지대이며, 공화국의 남쪽은 그레이터 캅카스산맥이 덮고 있다. 가장 높은 지점은 아제르바이잔과의 국경에 있는 4,470 미터 (14,670 ft)의 바자르뒤쥐/바자르듀쥬 봉우리이다. 러시아의 최남단 지점은 봉우리에서 남서쪽으로 약 7km 떨어져 있다. 다른 중요한 산으로는 디클로즘타 (4,285 m (14,058 ft)), 고라 아달라 슈겔메즈르 (4,152 m (13,622 ft)), 고라 둘티다크 (4,127 m (13,540 ft))가 있다. 쿠무크 마을은 산에 있는 정착지 중 하나이다.

### 천연자원
다게스탄은 석유, 천연가스, 석탄 및 기타 많은 광물이 풍부하다.

### 기후
기후는 대륙성 기후로 분류되며, 강수량이 상당히 부족하다. 러시아에서 가장 따뜻한 지역 중 하나이다. 산악 지역에서는 아극 기후이다.
- 1월 평균 기온: +2 °C (36 °F)
- 7월 평균 기온: +26 °C (79 °F)
- 연평균 강수량: 250 mm (10 in)(북부 평야) ~ 800 mm (31 in)(산악 지대).[17]

### 시간대
모스크바 시간 (MSK/MSD)에 있다. UTC와의 시차는 +0300 (MSK)/+0400 (MSD)이다.

## 주민
| 연도              | 인구      | ±%     |
| ----------------- | --------- | ------ |
| 1897              | 571,154   | —      |
| 1926              | 787,883   | +37.9% |
| 1939              | 1,023,300 | +29.9% |
| 1959              | 1,062,472 | +3.8%  |
| 1970              | 1,428,540 | +34.5% |
| 1979              | 1,627,884 | +14.0% |
| 1989              | 1,802,579 | +10.7% |
| 2002              | 2,576,531 | +42.9% |
| 2010              | 2,910,249 | +13.0% |
| 2021              | 3,182,054 | +9.3%  |
| 자료: Census data |           |        |

### 소수민족
이 나라의 토착 인구를 통틀어 다게스탄인이라고도 부르지만 실제로는 다양한 민족들로 이루어져 있다.
- 다게스탄인 — 80%
  - 북동캅카스어 67%
    - 아바르인 — 28%, 50만 명
    - 다르긴인 — 16%, 30만 명
    - 레즈긴인 — 12%, 20만 명
    - 라크인 — 5%, 10만 명
    - 타바사란인 — 4%, 7만 명
    - 루툴인 — 1%, 35,240명
    - 아굴인 — 1%, 15,000명
    - 차후르인 — 1만 명

  - 투르크어족 19%
    - 쿠미크인 — 13%, 20만 명
    - 노가이인 — 2%, 35,000명
    - 아제르바이잔인 — 1%, 15,000명
    - 타타르인 — 1만 명
- 러시아인 — 9%, 85,000명
- 체첸인 — 3%, 65,000명
- 기타 — 8%
  - 우크라이나인 — 1만 명
  - 쿠르드족 — 5,000명
  - 오세티야인 — 5,000명
  - 산악유대인 — 5,000명
  - 타트인 — 1,000명

소수 그룹을 형성하는 발카르인(카바르디노발카리야 공화국에 주로 거주), 기누흐인(200명), 아흐와흐인 등을 포함해서 40개의 민족이 거주한다. 라크인과 훈지브인, 훈잘인과 아랍인, 이란인, 튀르키예인도 거주한다.
러시아어가 공용어이다. 30개 이상의 지방 언어가 쓰인다.
| 민족              | 2002년도의 인구수 (*보관됨 2012-01-26 - 웨이백 머신) |
| ----------------- | ---------------------------------------------------- |
| 아바르인          | (29,4 %)                                             |
| в т.ч. 안디인     |                                                      |
| в т.ч. 디도이인   |                                                      |
| в т.ч. 아흐바흐인 |                                                      |
| в т.ч. 베시틴인   |                                                      |
| в т.ч. 카라틴인   |                                                      |
| 다르긴인          | (16,5 %)                                             |
| 쿠미크인          | (14,2 %)                                             |
| 레즈긴인          | (13,1 %)                                             |
| 라크인            | (5,4 %)                                              |
| 러시아인          | (4,7 %)                                              |
| 아제르바이잔인    | (4,3 %)                                              |
| 타바사란인        | (4,3 %)                                              |
| 체첸인            | (3,4 %)                                              |
| 노가이인          | (1,5 %)                                              |
| 루툴인            | (0,9 %)                                              |
| 아굴인            | (0,9 %)                                              |
| 차후르인          |                                                      |
| 아르메니아인      |                                                      |
| 타타르인          |                                                      |
| 우크라이나인      |                                                      |
| 유대인            |                                                      |
| 산악유대인        |                                                      |

참조: 다게스탄의 민족

## 역사
7세기에 이 지역은 이슬람교로 개종했다. 18세기에 러시아와 이란은 이곳에서 전투를 벌였다. 1813년에 이 지역은 러시아에 합병되었다. 1830년대부터 1850년대까지 이곳은 계속 반러 봉기(이맘 샤밀이 주도함)가 일어났다. 이 반란은 나중에 진압되었다. 1921년에 다게스탄 소비에트 사회주의 자치 공화국(Дагестанская АССР)이 설치되었다. 1991년 9월 17일에 잠시 다게스탄 소비에트 사회주의 공화국으로 변경되었다가, 소련 해체 전인 1991년 12월 17일 다게스탄 공화국으로 변경되었다. 1994년에는 다게스탄 공화국 헌법이 제정되었다.

## 종교
거의 대부분이 이슬람교를 믿는다. 코카서스 지역에서는 유일하게 수니파가 다수이다. 와하브파도 약간은 있다.

## 미디어
- EBS 1TV : 《세계테마기행》 - 전쟁과 평화의 땅, 북코카서스를 가다 3부 하늘을 걷다 다게스탄

## 같이 보기
- 1815년 이후 유럽의 옛 나라들
- 북캅카스의 반란
- 다게스탄의 이슬람 자마트
- 북캅카스의 충돌 목록
- 샤리아트 자마트

## 노트
1. ↑  러시아어: Республика Дагестан Respublika Dagestan[*]

## 일반 및 인용 참조
- В. М. Солнцев;  외., 편집. (2000).  Письменные языки мира: Российская Федерация. Социолингвистическая энциклопедия. (러시아어). Москва: Российская Академия Наук. Институт языкознания. проект №99-04-16158.
- 10 июля 2003 г. «Конституция Республики Дагестан», в ред. Закона №45 от 7 октября 2008 г.   (July 10, 2003 Constitution of the Republic of Dagestan, as amended by the Law #45 of October 7, 2008. ).

## 참고 문헌
- Catholic Haidak in the Holy Roman Empire (러시아어)
- Kaziev, Shapi. Imam Shamil. "Molodaya Gvardiya" publishers. Moscow, 2001, 2003, 2006, 2010
- Kaziev, Shapi. Akhoulgo. Caucasian War in the 19th century. The historical novel. Epoch, Publishing house: Makhachkala, 2008. ISBN 978-5-98390-047-9
- Kaziev, Shapi. Caucasian Highlanders. Everyday life of the Caucasian highlanders. 19th century (In the co-authorship with I.Karpeev). "Molodaya Gvardiy" publishers. Moscow, 2003. ISBN 5-235-02585-7
- Kaziev, Shapi. Crash of tyrant. Nader Shah (Крах тирана). The historical novel about Nader Shah. Epoch, Publishing house: Makhachkala, 2009. ISBN 978-5-98390-066-0
- Kropotkin, Peter Alexeivitch; Bealby, John Thomas (1911). 〈Daghestan〉.   Chisholm, Hugh. 《브리태니커 백과사전》 7 11판. 케임브리지 대학교 출판부. 729–730쪽.